# Alfred Sidgwick
Alfred Sidgwick (* 1850 in Skipton; † 22. Dezember 1943 in Trewoofe Orchard) war ein englischer Logiker und Philosoph.
Sidgwick studierte am Lincoln College in Oxford. Bekannt geworden ist er durch seine Analyse von Fehlschlüssen. Seine Logik ist eine Argumentationstheorie. Er wendet sich gegen die formale Logik und betonte den praktischen Nutzen, den die Beschäftigung mit der Logik haben muss. Neben einigen eigenen Büchern veröffentlichte er vor allem in der philosophischen Zeitschrift Mind.

## Gegenstand der Logik
Für Sidgwick ist die Logik eine Wissenschaft, in der es um die Unterscheidung guter von schlechten Argumenten geht, wobei diese Argumente sowohl in der Kommunikation mehrerer Menschen als auch in der Analyse des Denkens eines Individuums eine Rolle spielen.

## Mehrdeutigkeit der Wörter
In Sidwicks Buch Distinction and Criticism of Beliefs aus dem Jahre 1892 geht es um die Mehrdeutigkeit der Wörter. Er weist darauf hin, dass es nicht das Problem ist, dass die Wörter mehrere Bedeutungen haben, sondern dass die verschiedenen Bedeutungen in der Praxis durcheinandergeraten. Er plädiert dafür, mehr die Vagheit der Bedeutung als die Anzahl der unterschiedlichen Bedeutungen zu betrachten, da die Probleme da entstehen, wo die verschiedenen Bedeutungen nahezu dasselbe meinen. Sidgwick interessiert neben der Frage, welche Fehler durch die Mehrdeutigkeit entstehen, auch die Frage, welche Entschuldigungen (excuses) wir verwenden, wenn es zu Problemen durch die Mehrdeutigkeit kommt.

## Schriften
- Fallacies. A View of Logic from the Practical Side. 1883; 2. Aufl.: London 1890
- Distinction and Criticism of Beliefs. Longmans, Green & Co., London  1892
- The Process of Argument: A Contribution to Logic. 1893
- The Use of Words in Reasoning. 1901
- The Application of Logic.Macmillan, London 1910
- Elementary Logic. 1914

## Artikel (Auswahl)
- Notes on Reform in Logic. In: Mind. (N. S.) 2, 1893, S. 145–159